# B-VM i håndbold 1985 (mænd)
B-Verdensmesterskabet i håndbold for mænd 1985 var det femte B-VM i håndbold for mænd, og turneringen med deltagelse af 16 hold afvikledes i Norge i perioden 19. februar – 3. marts 1985. Turneringen fungerede som kvalifikation til A-VM 1986, og holdene spillede om seks ledige pladser ved A-VM.
Turneringen blev vundet af DDR, som i finalen besejrede Sovjetunionen, og de to hold kvalificerede sig dermed til A-VM sammen med holdene, der sluttede som nr. 3-6: Polen, Tjekkoslovakiet, Ungarn og Spanien.
De fire lavest placerede europæiske hold rykkede ned i C-VM.

## Resultater

### Indledende runde
De 16 deltagende hold var inddelt i fire grupper med fire hold i hver, og i hver gruppe spillede holdene en enkeltturnering alle-mod-alle. De tre gruppevindere, tre -toere og tre -treere gik videre til mellemrunden, hvor de blev inddelt i to nye grupper med seks hold, mens de øvrige fire hold spillede videre om 13.- til 16.-pladsen.

#### Gruppe A
| Dato  | Tid   | Kamp                      | Res.  | Pause | Spillested   |
| ----- | ----- | ------------------------- | ----- | ----- | ------------ |
| 19.2. | 18:00 | Tjekkoslovakiet – Italien | 26–15 | 15-60 | Kristiansand |
| 19.2. | 19:45 | Spanien – Norge           | 17–16 | 12-50 | Kristiansand |
| 20.2. | 18:00 | Spanien – Italien         | 18–18 | 11-11 | Kristiansand |
| 20.2. | 19:45 | Tjekkoslovakiet – Norge   | 23–16 | 11-70 | Kristiansand |
| 22.2. | 18:00 | Tjekkoslovakiet – Spanien | 22–20 | 09-11 | Skien        |
| 22.2. | 19:45 | Norge – Italien           | 26–23 | 16-10 | Skien        |

| Gruppe          | Kampe | Mål   | Point |
| --------------- | ----- | ----- | ----- |
| Tjekkoslovakiet | 3     | 71-51 | 6     |
| Spanien         | 3     | 55-56 | 3     |
| Norge           | 3     | 58-63 | 2     |
| Italien         | 3     | 56-70 | 1     |

#### Gruppe B
| Dato  | Tid   | Kamp                     | Res.  | Pause | Spillested |
| ----- | ----- | ------------------------ | ----- | ----- | ---------- |
| 19.2. | 18:00 | Frankrig – Congo         | 34–16 | 17-40 | Bergen     |
| 19.2. | 19:45 | Sovjetunionen – Finland  | 30–19 | 18-50 | Bergen     |
| 20.2. | 18:00 | Sovjetunionen – Congo    | 34–12 | 15-40 | Bergen     |
| 20.2. | 19:45 | Finland – Frankrig       | 33–24 | 12-10 | Bergen     |
| 22.2. | 18:00 | Finland – Congo          | 33–21 | 14-90 | Stavanger  |
| 22.2. | 19:45 | Sovjetunionen – Frankrig | 24–18 | 12-70 | Stavanger  |

| Gruppe        | Kampe | Mål     | Point |
| ------------- | ----- | ------- | ----- |
| Sovjetunionen | 3     | 88-49   | 6     |
| Finland       | 3     | 85-75   | 4     |
| Frankrig      | 3     | 76-73   | 2     |
| Congo         | 3     | 049-101 | 0     |

#### Gruppe C
| Dato  | Tid   | Kamp                | Res.  | Pause | Spillested |
| ----- | ----- | ------------------- | ----- | ----- | ---------- |
| 19.2. | 18:00 | Bulgarien – Kuwait  | 21–11 | 12-8  |            |
| 19.2. | 19:45 | DDR – Holland       | 25–11 | 13-7  |            |
| 20.2. | 18:00 | DDR – Kuwait        | 28–10 | 12-4  |            |
| 20.2. | 19:45 | Bulgarien – Holland | 19–19 | 12-9  |            |
| 22.2. | 18:00 | DDR – Bulgarien     | 24–13 | 14-7  |            |
| 22.2. | 19:45 | Holland – Kuwait    | 22–15 | 11-4  |            |

| Gruppe    | Kampe | Mål   | Point |
| --------- | ----- | ----- | ----- |
| DDR       | 3     | 77-34 | 6     |
| Holland   | 3     | 52-59 | 3     |
| Bulgarien | 3     | 53-54 | 3     |
| Kuwait    | 3     | 36-71 | 0     |

#### Gruppe D
| Dato  | Tid   | Kamp            | Res.  | Pause | Spillested |
| ----- | ----- | --------------- | ----- | ----- | ---------- |
| 19.2. | 18:00 | Ungarn – USA    | 19–13 | 10-80 | Trondheim  |
| 19.2. | 19:45 | Polen – Israel  | 30–16 | 16-80 | Trondheim  |
| 20.2. | 18:00 | Polen – USA     | 25–17 | 14-50 | Trondheim  |
| 20.2. | 19:45 | Ungarn – Israel | 33–20 | 18-10 | Trondheim  |
| 22.2. | 18:00 | USA – Israel    | 27–25 | 14-12 | Namsos     |
| 22.2. | 19:45 | Polen – Ungarn  | 29–25 | 15-13 | Namsos     |

| Gruppe | Kampe | Mål   | Point |
| ------ | ----- | ----- | ----- |
| Polen  | 3     | 84-58 | 6     |
| Ungarn | 3     | 77-62 | 4     |
| USA    | 3     | 57-69 | 2     |
| Israel | 3     | 61-90 | 0     |

### Mellemrunde
De tolv hold var inddelt i to grupper med seks hold i hver, og i hver gruppe spillede holdene en enkeltturnering alle-mod-alle. Resultater af indbyrdes opgør mellem hold fra samme indledende gruppe blev overført til mellemrunden. De to gruppevindere gik videre til finalen, og toerne gik videre til bronzekampen. Treerne spillede videre i kampen om 5.-pladsen, mens firerne spillede om 7.-pladsen, femmerne om 9.-pladsen og sekserne om 11.-pladsen.

#### Gruppe I
| Dato  | Tid   | Kamp                        | Res.  | Pause | Spillested |
| ----- | ----- | --------------------------- | ----- | ----- | ---------- |
| 24.2. | 16:30 | Tjekkoslovakiet – Frankrig  | 20–19 | 13-10 | Tønsberg   |
| 24.2. | 18:15 | Sovjetunionen – Norge       | 31–17 | 15-70 | Tønsberg   |
| 24.2. | 19:00 | Spanien – Finland           | 29–19 | 13-90 | Skien      |
| 26.2. | 18:00 | Tjekkoslovakiet – Finland   | 28–25 | 11-12 | Drammen    |
| 26.2. | 19:00 | Norge – Frankrig            | 20–20 | 11-11 | Skien      |
| 26.2. | 19:45 | Sovjetunionen – Spanien     | 28–21 | 13-80 | Drammen    |
| 28.2. | 18:00 | Norge – Finland             | 29–24 | 15-90 | Drammen    |
| 28.2. | 19:00 | Spanien – Frankrig          | 30–22 | 14-10 | Tønsberg   |
| 28.2. | 19:45 | Sovjetunionen – Tjekkoslov. | 22–21 | 8-9   | Drammen    |

| Gruppe          | Kampe | Mål     | Point |
| --------------- | ----- | ------- | ----- |
| Sovjetunionen   | 5     | 135-960 | 10    |
| Tjekkoslovakiet | 5     | 114-102 | 8     |
| Spanien         | 5     | 117-107 | 6     |
| Norge           | 5     | 098-115 | 3     |
| Finland         | 5     | 120-140 | 2     |
| Frankrig        | 5     | 103-127 | 1     |

#### Gruppe II
| Dato  | Tid   | Kamp               | Res.  | Pause | Spillested |
| ----- | ----- | ------------------ | ----- | ----- | ---------- |
| 24.2. | 18:00 | DDR – USA          | 21–15 | 12-60 | Askim      |
| 24.2. | 19:00 | Polen – Holland    | 29–23 | 13-11 | Moss       |
| 24.2. | 19:45 | Ungarn – Bulgarien | 28–22 | 15-80 | Askim      |
| 26.2. | 18:00 | Ungarn – DDR       | 25–24 | 12-12 | Oslo       |
| 26.2. | 19:00 | USA – Holland      | 23–18 | 10-70 | Hønefoss   |
| 26.2. | 19:45 | Polen – Bulgarien  | 26–16 | 10-70 | Oslo       |
| 28.2. | 18:00 | Ungarn – Holland   | 25–19 | 14-90 | Skedsmo    |
| 28.2. | 19:00 | Bulgarien – USA    | 18–16 | 8-7   | Moss       |
| 28.2. | 19:45 | DDR – Polen        | 25–21 | 13-11 | Skedsmo    |

| Gruppe    | Kampe | Mål     | Point |
| --------- | ----- | ------- | ----- |
| DDR       | 5     | 119-850 | 8     |
| Polen     | 5     | 130-106 | 8     |
| Ungarn    | 5     | 122-107 | 8     |
| Bulgarien | 5     | 088-113 | 3     |
| USA       | 5     | 084-101 | 2     |
| Holland   | 5     | 090-121 | 1     |

### Placeringskampe
| Dato                | Tid                 | Kamp                    | Res.                | Pause               | Spillested          |
| Kamp om 11.-pladsen | Kamp om 11.-pladsen | Kamp om 11.-pladsen     | Kamp om 11.-pladsen | Kamp om 11.-pladsen | Kamp om 11.-pladsen |
| ------------------- | ------------------- | ----------------------- | ------------------- | ------------------- | ------------------- |
| 3.3.                | 11:00               | Frankrig – Holland      | 29–25               | 11-80               | Askim               |
| Kamp om 9.-pladsen  |                     |                         |                     |                     |                     |
| 3.3.                | 12:45               | Finland – USA           | 27–26               | 13-13               | Askim               |
| Kamp om 7.-pladsen  |                     |                         |                     |                     |                     |
| 3.3.                | 16:00               | Norge – Bulgarien       | 26–15               | 12-10               | Oslo                |
| Kamp om 5.-pladsen  |                     |                         |                     |                     |                     |
| 2.3.                | 16:30               | Ungarn – Spanien        | 29–25               | 16-14               | Drammen             |
| Bronzekamp          |                     |                         |                     |                     |                     |
| 2.3.                | 18:15               | Polen – Tjekkoslovakiet | 26–25               | 12-13               | Drammen             |
| Finale              |                     |                         |                     |                     |                     |
| 3.3.                | 18:00               | DDR – Sovjetunionen     | 27–23               | 18-12               | Oslo                |

### Placeringsrunde
Holdene, der sluttede på fjerdepladserne i grupperne i den indledende runde, spillede en enkeltturnering alle-mod-alle om 13.- til 16.-pladsen.
| Dato  | Kamp             | Res.  | Pause | Spillested |
| ----- | ---------------- | ----- | ----- | ---------- |
| 24.2. | Italien – Congo  | 21–20 | 10-12 | Elnesvågen |
| 24.2. | Israel – Kuwait  | w.o.  |       | Elnesvågen |
| 25.2. | Italien – Israel | 14–14 | 7-6   | Molde      |
| 25.2. | Kuwait – Congo   | 26–21 | 09-11 |            |
| 27.2. | Italien – Kuwait | 23–18 | 12-80 | Ålesund    |
| 27.2. | Israel – Congo   | 31–14 | 14-60 |            |

| Gruppe  | Kampe | Mål   | Point |
| ------- | ----- | ----- | ----- |
| Israel  | 3     | 45-28 | 5     |
| Italien | 3     | 58-52 | 5     |
| Kuwait  | 3     | 44-44 | 2     |
| Congo   | 3     | 55-78 | 0     |

### Samlet rangering
| Samlet rangering | Samlet rangering |
| ---------------- | ---------------- |
| Guld             | DDR              |
| Sølv             | Sovjetunionen    |
| Bronze           | Polen            |
| 4.               | Tjekkoslovakiet  |
| 5.               | Ungarn           |
| 6.               | Spanien          |
| 7.               | Norge            |
| 8.               | Bulgarien        |
| 9.               | Finland          |
| 10.              | USA              |
| 11.              | Frankrig         |
| 12.              | Holland          |
| 13.              | Israel           |
| 14.              | Italien          |
| 15.              | Kuwait           |
| 16.              | Congo            |